# 137 Melibeia
137 Melibeia é um grande asteroide escuro localizado no cinturão principal. Ele é o maior corpo da família Melibeia de asteroides que compartilham elementos orbitais semelhantes, apenas 791 Ani se aproxima de seu tamanho. É classificado como um asteroide tipo C e é provavelmente composto de carbono. Esse objeto possui uma magnitude absoluta de 8,05 e um diâmetro com cerca de 145,92 ± 3,58 km.

## Descoberta e nomeação
137 Melibeia foi descoberto no dia 21 de abril de 1874, pelo astrônomo Johann Palisa, a segunda de suas muitas descobertas de asteroides, e foi nomeado em honra de um dos três Melibeias da mitologia grega.

## Características orbitais
A órbita de 137 Melibeia tem uma excentricidade de 0,220 e possui um semieixo maior de 3,119 UA. O seu periélio leva o mesmo a uma distância de 2,434 UA em relação ao Sol e seu afélio a 3,804 UA.